# Élections législatives de 1889 en Charente-Inférieure
 (avril 2024).
Si vous disposez d'ouvrages ou d'articles de référence ou si vous connaissez des sites web de qualité traitant du thème abordé ici, merci de compléter l'article en donnant les références utiles à sa vérifiabilité et en les liant à la section « Notes et références ».
Les élections législatives de 1889 ont eu lieu les 22 septembre et 6 octobre 1889.

## Députés élus
|   | Circonscription     | Député élu           |  | Groupe parlementaire |
| - | ------------------- | -------------------- |  | -------------------- |
| 1 | Jonzac              | Eugène Eschassériaux |  | Appel au peuple      |
| 2 | Marennes            | Frédéric Garnier     |  | Union des gauches    |
| 3 | Rochefort           | Ernest Braud         |  | Gauche Radicale      |
| 4 | La Rochelle         | Émile Delmas         |  | Union des gauches    |
| 5 | 1re de Saintes      | Anatole Lemercier    |  | Union des gauches    |
| 6 | 2e de Saintes       | Eugène Jolibois      |  | Appel au peuple      |
| 7 | Saint-Jean d'Angély | Louis Roy de Loulay  |  | Appel au peuple      |

## Résultats à l'échelle du département
| Partis         | Partis                     | Premier tour | Premier tour | Deuxième tour | Deuxième tour | Sièges |
| Partis         | Partis                     | Voix         | %            | Voix          | %             | Sièges |
| -------------- | -------------------------- | ------------ | ------------ | ------------- | ------------- | ------ |
|                | Républicains opportunistes | 49 060       | 42,67        | 10 450        | 29,10         | 3      |
|                | Monarchistes               | 45 916       | 39,94        | 17 217        | 47,94         | 3      |
|                | Boulangistes               | 11 786       | 10,25        |               |               | 0      |
|                | Républicains radicaux      | 8 204        | 7,14         | 8 249         | 22,97         | 1      |
|                |                            |              |              |               |               |        |
| Inscrits       | Inscrits                   | 145 155      | 100,00       | 43 657        | 100,00        | 7      |
| Votants        | Votants                    | 116 531      | 80,28        | 36 069        | 82,62         |        |
| Abstentions    | Abstentions                | 28 624       | 19,72        | 7 588         | 17,38         |        |
| Blancs et nuls | Blancs et nuls             | 1 565        | 1,34         | 153           | 0,42          |        |
| Exprimés       | Exprimés                   | 114 966      | 98,66        | 35 916        | 99,58         |        |

## Résultats par arrondissement

### Arrondissement de Jonzac
| Candidats      | Candidats            | Étiquette                | Premier tour | Premier tour |
| Candidats      | Candidats            | Étiquette                | Voix         | %            |
| -------------- | -------------------- | ------------------------ | ------------ | ------------ |
|                | Eugène Eschassériaux | Monarchiste              | 10 504       | 57,73        |
|                | Fernand Larquier     | Républicain opportuniste | 7 692        | 42,27        |
|                |                      |                          |              |              |
| Inscrits       | Inscrits             | Inscrits                 | 24 944       | 100,00       |
| Votants        | Votants              | Votants                  | 18 408       | 73,80        |
| Abstention     | Abstention           | Abstention               | 6 536        | 26,20        |
| Blancs et nuls | Blancs et nuls       | Blancs et nuls           | 212          | 1,15         |
| Exprimés       | Exprimés             | Exprimés                 | 18 196       | 98,85        |

### Arrondissement de Marennes
| Candidats      | Candidats        | Étiquette                | Premier tour | Premier tour |
| Candidats      | Candidats        | Étiquette                | Voix         | %            |
| -------------- | ---------------- | ------------------------ | ------------ | ------------ |
|                | Frédéric Garnier | Républicain opportuniste | 7 994        | 57,48        |
|                | Adolphe Duport   | Boulangiste              | 5 913        | 42,52        |
|                |                  |                          |              |              |
| Inscrits       | Inscrits         | Inscrits                 | 16 728       | 100,00       |
| Votants        | Votants          | Votants                  | 13 988       | 83,62        |
| Abstention     | Abstention       | Abstention               | 2 740        | 16,38        |
| Blancs et nuls | Blancs et nuls   | Blancs et nuls           | 81           | 0,58         |
| Exprimés       | Exprimés         | Exprimés                 | 13 907       | 99,42        |

### Arrondissement de Rochefort
| Candidats      | Candidats      | Étiquette           | Premier tour | Premier tour | Deuxième tour | Deuxième tour |
| Candidats      | Candidats      | Étiquette           | Voix         | %            | Voix          | %             |
| -------------- | -------------- | ------------------- | ------------ | ------------ | ------------- | ------------- |
|                | Ernest Braud   | Républicain Radical | 7 257        | 49,34        | 8 249         | 52,30         |
|                | Georges Roche  | Monarchiste         | 7 166        | 48,73        | 7 523         | 47,70         |
|                | M. Robert      | Républicain Radical | 284          | 1,93         |               |               |
|                |                |                     |              |              |               |               |
| Inscrits       | Inscrits       | Inscrits            | 19 652       | 100,00       | 19 788        | 100,00        |
| Votants        | Votants        | Votants             | 14 904       | 75,84        | 15 783        | 79,76         |
| Abstention     | Abstention     | Abstention          | 4 748        | 24,16        | 4 005         | 20,24         |
| Blancs et nuls | Blancs et nuls | Blancs et nuls      | 197          | 1,32         | 11            | 0,07          |
| Exprimés       | Exprimés       | Exprimés            | 14 707       | 98,68        | 15 772        | 99,93         |

### Arrondissement de La Rochelle
| Candidats      | Candidats        | Étiquette                | Premier tour | Premier tour | Deuxième tour | Deuxième tour |
| Candidats      | Candidats        | Étiquette                | Voix         | %            | Voix          | %             |
| -------------- | ---------------- | ------------------------ | ------------ | ------------ | ------------- | ------------- |
|                | Ernest Beaussant | Monarchiste              | 9 724        | 49,81        | 9 694         | 48,12         |
|                | Émile Delmas     | Républicain opportuniste | 9 132        | 46,79        | 10 450        | 51,88         |
|                | Camille Magué    | Républicain Radical      | 663          | 3,40         |               |               |
|                |                  |                          |              |              |               |               |
| Inscrits       | Inscrits         | Inscrits                 | 23 773       | 100,00       | 23 869        | 100,00        |
| Votants        | Votants          | Votants                  | 20 060       | 84,38        | 20 286        | 84,99         |
| Abstention     | Abstention       | Abstention               | 3 713        | 15,62        | 3 583         | 15,01         |
| Blancs et nuls | Blancs et nuls   | Blancs et nuls           | 541          | 2,70         | 142           | 0,70          |
| Exprimés       | Exprimés         | Exprimés                 | 19 519       | 97,30        | 20 144        | 99,30         |

### Arrondissement de Saintes

#### 1recirconscription
| Candidats      | Candidats         | Étiquette                | Premier tour | Premier tour |
| Candidats      | Candidats         | Étiquette                | Voix         | %            |
| -------------- | ----------------- | ------------------------ | ------------ | ------------ |
|                | Anatole Lemercier | Républicain opportuniste | 7 157        | 54,15        |
|                | Georges Vallein   | Monarchiste              | 5 873        | 44,44        |
|                | Maillard          | Républicain opportuniste | 187          | 1,41         |
|                |                   |                          |              |              |
| Inscrits       | Inscrits          | Inscrits                 | 16 513       | 100,00       |
| Votants        | Votants           | Votants                  | 13 295       | 80,51        |
| Abstention     | Abstention        | Abstention               | 3 218        | 19,49        |
| Blancs et nuls | Blancs et nuls    | Blancs et nuls           | 78           | 0,59         |
| Exprimés       | Exprimés          | Exprimés                 | 13 217       | 99,41        |

#### 2ecirconscription
| Candidats      | Candidats       | Étiquette                | Premier tour | Premier tour |
| Candidats      | Candidats       | Étiquette                | Voix         | %            |
| -------------- | --------------- | ------------------------ | ------------ | ------------ |
|                | Eugène Jolibois | Monarchiste              | 7 092        | 53,12        |
|                | Nicolle         | Républicain opportuniste | 6 258        | 46,88        |
|                |                 |                          |              |              |
| Inscrits       | Inscrits        | Inscrits                 | 17 412       | 100,00       |
| Votants        | Votants         | Votants                  | 13 472       | 77,37        |
| Abstention     | Abstention      | Abstention               | 3 940        | 22,63        |
| Blancs et nuls | Blancs et nuls  | Blancs et nuls           | 122          | 0,91         |
| Exprimés       | Exprimés        | Exprimés                 | 13 350       | 99,09        |

### Arrondissement de Saint-Jean d'Angély
| Candidats      | Candidats           | Étiquette                | Premier tour | Premier tour |
| Candidats      | Candidats           | Étiquette                | Voix         | %            |
| -------------- | ------------------- | ------------------------ | ------------ | ------------ |
|                | Louis Roy de Loulay | Monarchiste              | 11 430       | 51,79        |
|                | Pascal Bourcy       | Républicain opportuniste | 10 640       | 48,21        |
|                |                     |                          |              |              |
| Inscrits       | Inscrits            | Inscrits                 | 26 133       | 100,00       |
| Votants        | Votants             | Votants                  | 22 404       | 85,73        |
| Abstention     | Abstention          | Abstention               | 3 729        | 14,27        |
| Blancs et nuls | Blancs et nuls      | Blancs et nuls           | 334          | 1,49         |
| Exprimés       | Exprimés            | Exprimés                 | 22 070       | 98,51        |